# Клаудія Зволінська
Клаудія Зволінська (18 грудня 1998 , Новий Санч, Малопольське воєводство ) — польська веслувальниця, срібна призерка Олімпійських ігор 2024 року.

## Виступи на Олімпіадах
| Олімпіада  | Дисципліна                | Місце |
| ---------- | ------------------------- | ----- |
| Токіо 2020 | байдарки-одиночки, слалом | 5     |
| Париж 2024 | байдарки-одиночка, слалом | 2     |
| Париж 2024 | каное-одиночки, слалом    | 17    |
| Париж 2024 | байдарки-крос             | 22    |

## Зовнішні посилання
- Клаудія Зволінська на сайті International Canoe Federation (англійська)
- Клаудія Зволінська на сайті Olympics.com (англійська)
- Клаудія Зволінська на сайті Olympedia (англійська)